# Leptaulax hansemani
Leptaulax hansemani es una especie de coleóptero de la familia Passalidae.

## Distribución geográfica
Habita en Nueva Guinea.